# Čonoplja
Čonoplja (cyr. Чонопља; węg. Csonoplya) – wieś w Serbii, w Wojwodinie, w okręgu zachodniobackim, w mieście Sombor. W 2011 roku liczyła 3426 mieszkańców.